# Kranenburg (molen)
Kranenburg was een achtkantige houtzaagmolen in Utrecht van het type stellingmolen. De locatie van de molen wordt aangegeven met stenen in het Lodewijk Napoleonplantsoen nabij de Kranenburgerweg.
De molen werd in 1797 gebouwd door Barend Pleyster ter plekke van de toenmalige hofstede Kranenburg. Voor het vervoer van de boomstammen van de Kromme Rijn naar de molen werd een sloot met een brug aangelegd.In 1812 werd de molen bij executie verkocht door de rechtbank. De molen werd aan het begin van de twintigste eeuw stilgelegd en raakte vanaf 1925 in verval. De molen deed dan dienst als opslag voor motorjachten en kano's maar kon na houtroof tijdens de Tweede Wereldoorlog ook die functie niet meer vervullen. In 1943 kocht de gemeente Utrecht de molen en in 1944 werd een restauratieplan opgesteld, dat echter nooit werd uitgevoerd. In 1954 werd de ruïne van de molen gesloopt. Na de sloop was Rijn en Zon de enige windmolen in de stad Utrecht. Op 28 oktober 2008 werd aan de Koningsweg door wijkwethouder Robert Giesberts een muurschildering onthuld van de molen.